# Uluguru
Uluguru – łańcuch górski we wschodniej Tanzanii (Afryka), który swą nazwę otrzymał od plemienia Luguru. Ich główną częścią jest pasmo biegnące na linii północ–południe, o najwyższej wysokości 2630 m. W głównej części gór, na granicy lasu znajduje się około 50 wiosek, które zamieszkuje ok. 151 000 ludzi.
Geografia
Góry Uluguru leżą około 200 km wewnątrz kontynentu od Oceanu Indyjskiego. Są częścią pasma górskiego Eastern Arc, w którym zawarte są łańcuchy Taita Hills, Pare, Usambara, Nguru, Rubeho, Ukugaru, Udzungwa i Mahenge. Okres formowania się tych gór rozpoczął się około 300 mln lat temu i zakończył ok. 7 mln lat temu.
Klimat
Do gór tych od Oceanu Indyjskiego napływa wilgoć; wschodnie zbocza są szczególnie wilgotne. Roczna suma opadów wynosi 1300–3000 mm, zależnie od regionu.
Wody
Lasy górskie absorbują wodę, która potem spływa jako strumienie i rzeki, głównie z zalesionych szczytów gór Uluguru. Małe strumienie wpływają do rzeki Ruvu, która zapewnia wodę mieszkańcom miasta Dar es Salaam. Wielu ludziom mieszkającym w rejonie tych gór, około 3 milionom, a także głównym fabrykom, rzeka Ruvu zapewnia dostęp do wody. Niszczenie lasów tych gór oraz wszelkie ograniczenia w dostępie do wody mogłyby się odbić na życiu okolicznej ludności i przemyśle Tanzanii.
Ludność
Lokalna ludność należy do ludu Waluguru. Żyją w górach od kilkuset lat, pochodzą z innych części Tanzanii. W przeciwieństwie do innych ludów Tanzanii, kobiety decydują o posiadanej ziemi i gospodarowaniu nią.
Przyroda
Góry Uluguru są miejscem występowania endemicznych gatunków; 108 gatunków roślin, 2 gatunki ptaków, 4 gadów i 6 płazów. Oprócz tego wiele gatunków występuje jedynie w tym łańcuchu górskim i innych łańcuchach pasma Eastern Arc. Gatunki endemiczne roślin to m.in. gatunki należące do sępolii, niecierpków i begonii, które są popularnymi roślinami doniczkowymi w pozostałych rejonach świata. Endemiczne gatunki ptaków to zagrożone wyginięciem dzierzbik czarnołbisty (Malaconotus alius) i nektarnik masajski (Cinnyris loveridgei). Endemicznymi gatunkami gadów jest m.in. wąż z gatunku Prosymna ornatissima.

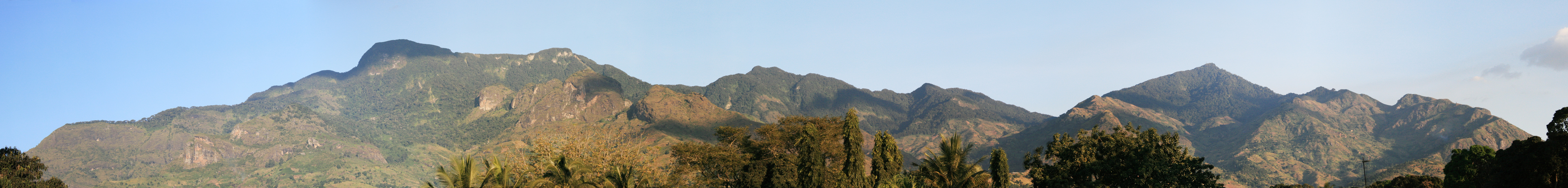
Panorama gór Uluguru